# Ворлд Вайд Технолоджі Соккер Парк
«Ворлд Вайд Технолоджі Соккер Парк» (англ. World Wide Technology Soccer Park) — футбольний спортивний комплекс у місті Фентон, Міссурі, США, домашня арена футбольного клубу «Сент-Луїс».
Основна арена потужністю 5 500 глядачів побудована та відкрита 1982 року. До складу комплексу входять ще чотири футбольні поля. Три майданчики мають штучне покриття газону, два — трав'яне.